# Авгеринос
Авгеринос (грч. Αυγερινός) је насељено место у општини Горуша у периферији Западна Македонија, Грчка. Према попису из 2021. године било је 138 становника.
Према бугарском географу и историчару, Василу Канчову, у Авгериносу је 1900. године живео 850 Грка. Авгеринос се налази у области Населица, која је некада била насељена словенским становништвом које је касније хеленизовано. Село се раније звало Костанско.